# Petroicidae
Petroicidae là một họ chim bao gồm 19 chi với 51 loài trong bộ Sẻ (Passeriformes). Tất cả đều là loài đặc hữu của Australasia: New Guinea, Australia, New Zealand và nhiều đảo Thái Bình Dương xa về phía đông như Samoa. Vì muốn có một tên chung chính xác, họ này thường được gọi theo tên tiếng Anh là Australasian robins (Oanh châu Úc). Chúng chỉ có quan hệ họ hàng xa với Oanh châu Âu của họ Đớp ruồi (Muscicapidae).

## Phân loại
Họ này bao gồm 51 loài, chia thành 19 chi trong 6 phân họ:
- Phân họ Eopsaltriinae
  - Tregellasia (2 loài)
  - Quoyornis (đơn ngành)
  - Eopsaltria (2 loài)
  - Gennaeodryas (đơn ngành)
  - Melanodryas (2 loài)
  - Peneothello (5 loài)
  - Poecilodryas (4 loài)
  - Plesiodryas (đơn ngành)
  - Heteromyias (3 loài)
- Phân họ Drymodinae
  - Drymodes (3 loài)
- Phân họ Microecinae
  - Microeca (3 loài)
  - Monachella (đơn ngành)
  - Cryptomicroeca (đơn ngành)
  - Kempiella (2 loài)
  - Devioeca (đơn ngành)
- Phân họ Petroicinae
  - Eugerygone (đơn ngành)
  - Petroica (14 loài)
- Phân họ Pachycephalopsinae
  - Pachycephalopsis (2 loài)
- Phân họ Amalocichlinae
  - Amalocichla (2 loài)